# Joseph E. Johnston
Joseph Eggleston Johnston (3. února 1807, Farmville, Virginie – 21. března 1891, Washington, D.C.) byl americký armádní důstojník z povolání, manažer a politik, který úspěšně sloužil v armádě Spojených států během mexicko-americké války (1846–1848) a seminolských válek. Poté, co Virginie vystoupila z Unie, vstoupil do armády Konfederace jako jeden z jejích nejvyšších generálů.

## Život
Johnston studoval stavební inženýrství na Vojenské akademii Spojených států ve West Pointu v New Yorku a jeho spolužákem tam byl Robert E. Lee. Sloužil na Floridě, v Texasu a v Kansasu. V roce 1860 dosáhl hodnosti brigádního generála jako generální ubytovatel americké armády.
Johnstonovo působení v americké občanské válce bylo negativně poznamenáno špatným vztahem s prezidentem Konfederace Jeffersonem Davisem. Vítězství mu ve většině tažení, kterým osobně velel, uniklo. Byl vrchním velitelem Konfederace v první bitvě u Bull Runu v červenci 1861, ale vítězství se obvykle připisuje jeho podřízenému P. G. T. Beauregardovi. Johnston bránil hlavní město Konfederace Richmond během tažení na poloostrově roku 1862 a stáhl se pod tlakem silnější armády generála George B. McClellana. Utrpěl těžké zranění v bitvě u Seven Pines a byl nahrazen Robertem E. Leem.
V roce 1863 byl Johnston pověřen vedením západnímu bojišti. V roce 1864 velel armádě Tennessee proti unijnímu generálu Williamu Tecumsehovi Shermanovi v rámci atlantského tažení. V posledních dnech války se Johnston stal velitelem několika zbývajících armád v karolinském tažení. Generálové Unie Ulysses S. Grant i Sherman chválili jeho působení ve válce a poté se s Johnstonem spřátelili.
Po válce působil Johnston jako ředitel v železničním a pojišťovacím sektoru. Byl zvolen za Demokraty do Sněmovně reprezentantů, kde působil jedno funkční období. Byl jmenován komisařem železnic ve vládě Grovera Clevelanda. Zemřel na zápal plic 10 dní poté, co se v hustém dešti zúčastnil Shermanova pohřbu.